# Equo
Verdes Equo (EQUO) é um partido político de Espanha.
O partido foi fundado em 2010, como uma associação cívica com o objectivo de unir os diferentes grupos e movimentos ecológicos num único partido ecologista. 
Esta união de diversos partidos e movimentos ecologistas foi conseguida em 2011. 
O partido segue uma linha ecologista, ecossocialista, defensor do federalismo e do republicanismo em Espanha.
Nas eleições de 2015, o partido conseguiu eleger 3 deputados ao Congresso dos Deputados, graças à integração do partido nas listas do Podemos.
Equo é membro do Partido Verde Europeu e observador da Global Verde, sendo liderado por López de Uralde.

## Resultados eleitorais

### Eleições legislativas
| Data | Votos   | %         | Deputados | +/-     | Status            | Coligação      |
| ---- | ------- | --------- | --------- | ------- | ----------------- | -------------- |
| 2011 | 216 748 | 0,9 (9.º) | 0 / 350   |         | Extra-parlamentar |                |
| 2015 | N/D     | N/D       | 3 / 350   | 3       | Oposição          | Podemos        |
| 2016 | N/D     | N/D       | 3 / 350   | Estável | Oposição          | Unidos Podemos |

### Eleições europeias
| Data | Votos   | %          | Deputados | Coligação          |
| ---- | ------- | ---------- | --------- | ------------------ |
| 2014 | 302 266 | 1,9 (10.º) | 1 / 54    | Primavera Europeia |